# Allan Ramsay (pintor)
Allan Ramsay (Edimburgo, 1713-Dover, 1784) fue un pintor retratista escocés del siglo XVIII.

## Vida y carrera
Allan Ramsay nació en Edimburgo (Escocia) hijo mayor de Allan Ramsay, poeta y autor de The Gentle Shepherd.
Desde los veinte años de edad estudió en Londres con el pintor sueco Hans Huyssing, y en la St. Martin's Lane Academy; en 1736 marchó a Roma y Nápoles, donde trabajó durante tres años con Francesco Solimena e Imperiali (Francesco Fernandi). A su regreso en 1738 se asentó primero en Edimburgo, llamando la atención de Duncan Forbes de Culloden y su retrato de cuerpo entero del Duque de Argyll, más tarde usado en los billetes del Royal Bank of Scotland. Después se trasladó a Londres, donde fue empleado por el duque de Bridgewater. Sus maneras agradables, y variada cultura, no menos que su habilidad artística, contribuyeron a hacerle popular. Su único competidor serio era Thomas Hudson, con quien compartió un pintor de telas, Joseph van Aken. En 1739 se casó con su primera mujer, Anne Bayne, la hija de un profesor de Derecho escocés en Edimburgo, Alexander Bayne de Rires (h.1684-1737), y Mary Carstairs (1695?-1759). Ninguno de sus tres hijos sobrevivió a la infancia, y ella falleció el 4 de febrero de 1743 al dar a luz al tercero de ellos.

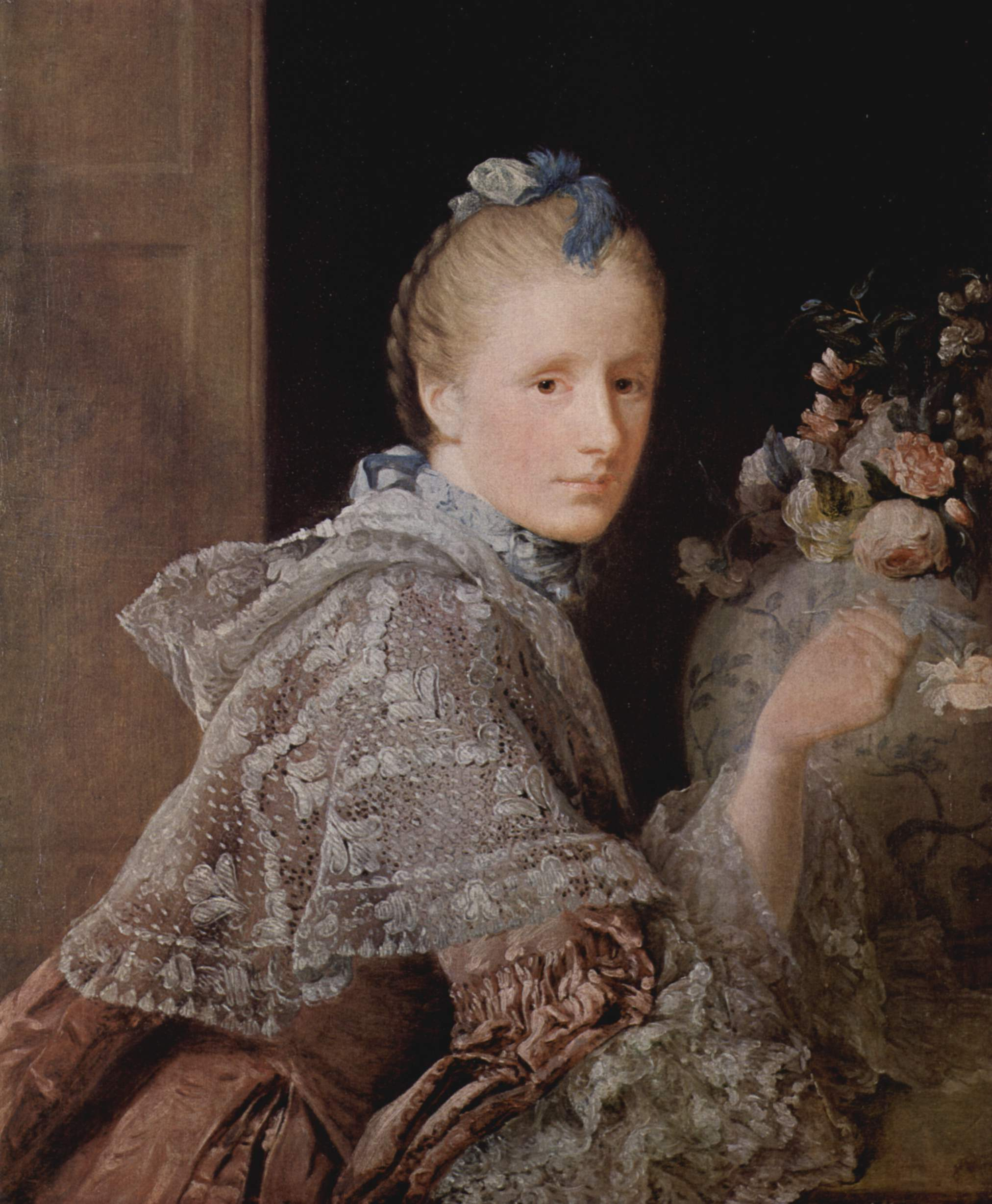
Retrato de Margaret Lindsay, su segunda esposa, h. 1755, óleo sobre lienzo, 76 × 63,5 cm, Galería Nacional de Escocia, Edimburgo.

Uno de sus alumnos de dibujo fue Margaret Lindsay, la hija mayor de Sir Alexander Lindsay de Evelick y Amelia Murray (bisnieta de David Murray, quinto vizconde de Stormont y hermana del oficial naval John Lindsay). Más tarde se fugó con ella y el 1 de marzo de 1752 se casaron en la Canongate Kirk de Edimburgo, aunque el padre de ella nunca la perdonó por casarse con un artista. Ramsay ya tenía que mantener a una hija de su matrimonio anterior así como a sus dos hermanas supervivientes, pero dijo a Sir Alexander que podía proporcionar a Margaret unos ingresos anuales de £100 que se incrementarían «conforme sus asuntos crecieran, y gracias a Dios, están creciendo» y que su único motivo para el matrimonio era «mi amor por su hija, quien, soy consciente, merece mucho más de lo que yo pueda darle». Hubo tres hijos supervivientes de su largo y feliz matrimonio, Amelia (1755-1813), Charlotte (1758-1818?) y John (1768-1845).

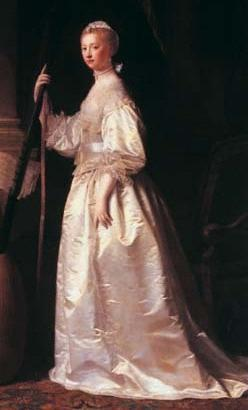
Lady Mary Coke.

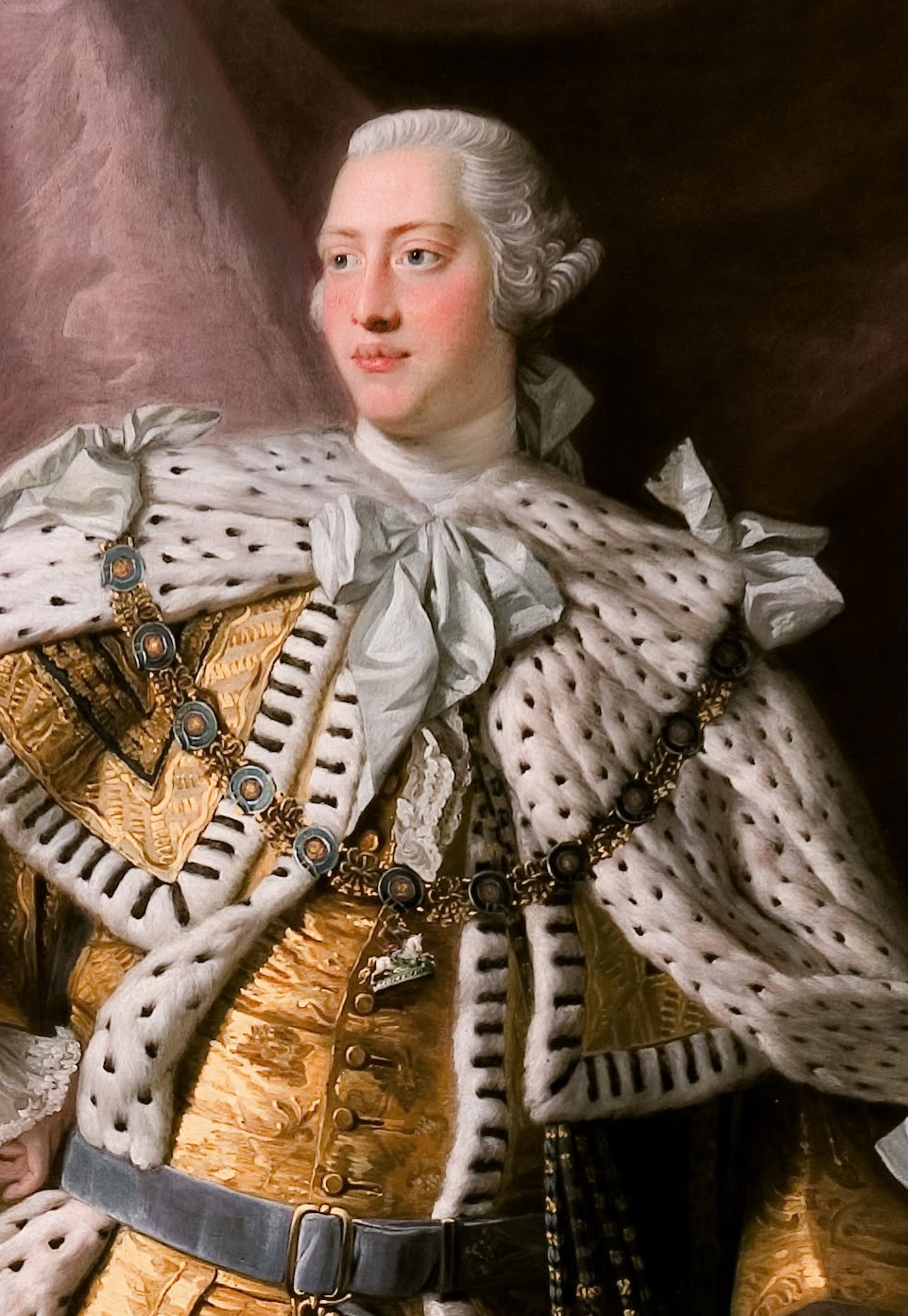
Detalle del rey Jorge III (en ropa de coronación), 1761-62, óleo sobre lienzo, Galería Nacional de Retratos, Londres.

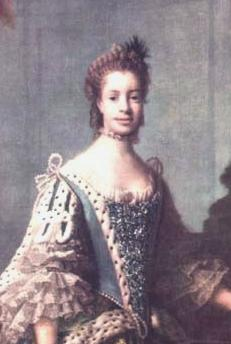
La reina Carlota, pintada por Allan Ramsay en 1762.

Ramsay y su nueva esposa pasaron 1754-1757 juntos en Italia, y fueron a Roma, Florencia, Nápoles y Tívoli, investigando, pintando y dibujando a los antiguos maestros, antigüedades y yacimientos arqueológicos y, para conseguir ingresos, pintando retratos de los jóvenes que hacían el Grand Tour. Este y otros viajes a Italia implicaban más investigación literaria y anticuaria que arte. A su regreso fue nombrado, en 1761, para suceder a John Shackelton como pintor oficial del rey de Jorge III, derrotando a Hudson para el puesto; y estuvo tan ocupado haciendo retratos del rey que éste entregaba como regalo a los embajadores y gobernadores de las colonias que se vio obligado a aprovechar los servicios de una hueste de asistentes, de los que los más conocidos son David Martin y Philip Reinagle. 
Dejó la pintura alrededor del año 1770 para concentrarse en la literatura, muy afectada su salud por una dislocación accidental del brazo derecho y la muerte de su segunda esposa en el año 1782. Con una dedicación inquebrantable, luchó hasta que logró un parecido del rey en que estaba por entonces ocupado, y después se marchó a Italia, dejando detrás de él una serie de cincuenta retratos reales para que los acabara su ayudante Reinagle. Durante varios años permaneció en el sur, su constitución finalmente decayó y murió en Dover el 10 de agosto de 1784.

## Arte
Entre sus producciones más satisfactorias se encuentran algunas de las primeras, entre ellas el retrato de cuerpo entero del duque de Argyll, y los numerosos retratos de busto de caballeros escoceses y sus esposas que ejecutó antes de instalarse en Londres. Están todos ellos llenos de gracia e individualidad, los rasgos muestran excelente capacidad artística, y la pintura de las carnaciones es firme y sólida en su método, aunque tiende frecuentemente un poco a la dureza y opacidad. Su retrato de cuerpo entero de Lady Mary Coke es notable por su habilidad yu delicadeza con la que se trata la tela de satén blanco; mientras que en el retrato de su segunda esposa, Margaret, de ojos marrones, en la Galería Nacional de Escocia, se encuentra una dulzura y suavidad que muestra al pintor en su punto álgido. El retrato de su esposa muestra igualmente la influencia del arte francés, una influencia que ayudó grandemente a formar la práctica de Ramsay, y que es todavía más visibles en la gran colección de sus esbozos en posesión de la Real Academia Escocesa y el Board of Trustees de Edimburgo. De hecho, todos sus retratos posteriores se caracterizan por su elegancia francesa y sus colores suaves.

## Abolicionismo y pinturas de la reina Carlota
Allan Ramsay fue un destacado abolicionista e hizo campaña por la abolición de la esclavitud. Mario de Valdés y Cocom, un historiador de la diáspora africana, ha argumentado que en varias pinturas de la reina Carlota Ramsay deliberadamente tenía a enfatizar los «rasgos mulatos» que supuestamente heredó la reina de un antecesor africano del siglo XVI.
Algunas de estas pinturas se dice que se enviaron a las colonias, para ser usadas por los abolicionistas como un apoyo de facto para su causa, esto es, que los africanos no debían ser conservados en estado de servidumbre o considerarse «inferiores» cuando la propia reina era, al menos en parte, uno de ellos.